# 瑞典的德茜蕾公主
德茜蕾公主（瑞典語：Désirée Elisabeth Sibylla Silfverschiöld，1938年6月2日—），瑞典公主，卡爾十六世·古斯塔夫的三姐。

## 家庭
1964年，德茜蕾與尼可拉斯·希爾佛斯丘男爵結婚，兩人共有1子2女：
- 卡爾（1965年—）
- 克里斯蒂娜-路易絲（1966年—）
- 海倫（1968年—）